# Oscar O'Neill Oxholm (diplomat)
 Der er flere personer med dette navn, se Oscar Oxholm.
Oscar Ludvig Fritz Adolf O'Neill Oxholm (født 7. august 1889 i København, død 26. marts 1949 i Norge) var en dansk diplomat.
Han var søn af overkammerherre Oscar O'Neill Oxholm og hustru Wanda f. Holstein-Holsteinborg. Oxholm blev student 1907 fra Østerbros Latinskole, cand.jur. 1915, sekondløjtnant i Livgarden 1916, volontør i Udenrigsministeriet 1917, assistent året efter, legationssekretær i Bruxelles, Bern, Haag, Prag, London og Warszawa. 1925 blev han fuldmægtig i Udenrigsministeriet, året efter kontorchef og 1928 1. legationssekretær i London. Senere blev han Danmarks gesandt i Kina 1932-39.
I 1939 udnævntes han til gesandt i Oslo. Efter det tyske angreb på Norge den 9. april 1940 fulgte Oxholm med Norges konge og regering ved tilbagetrækningen til Nordnorge. Da kongen og regeringen begav sig til England, rejste Oxholm efter aftale med den norske regering via Finland til København. I Oslo omdannedes gesandtskabet efter tysk krav til Danmarks konsulære repræsentation i Norge, fra november 1940 ledet af generalkonsul H.H. Schrøder, indtil Oxholm efter krigens afslutning kunne vende tilbage og varetage posten som gesandt i Oslo indtil sin død.
Han var Kommandør af 1. grad af Dannebrog og Dannebrogsmand. 1935 arvede han Rosenfeldt, som han ejede til sin død.